# Jódsav
A jódsav egy szervetlen sav, a képlete HIO3 A szerkezete a klórsavéval és a brómsavéval analóg. Stabilabb, mint a klórsav vagy a brómsav. Szobahőmérsékleten színtelen, kristályos vegyület, vízben jól oldódik. Higroszkópos. A sói a jodátok. A jódsav lehet hidrogénkötéssel összekapcsolódó dimer is, ennek képlete H2I2O6.

## Kémiai tulajdonságai
A jódsav pKs-ének értéke 0,78, tehát a jódsav erős sav. Oxidáló tulajdonságú. A hidrogén-jodiddal reakcióba lép, elemi jód képződik.
{\displaystyle \mathrm {HIO_{3}+5\ HI\rightarrow 3\ I_{2}+3\ H_{2}O} }
Hevítés hatására 200 °C-on elbomlik, ekkor dijód-pentoxid (I2O5) keletkezik.
{\displaystyle \mathrm {2\ HIO_{3}\rightarrow I_{2}O_{5}+H_{2}O} }

## Előállítása
A jódsav elemi jódból állítható elő erős oxidálószerek (például salétromsav, klór) segítségével.
{\displaystyle \mathrm {3\ I_{2}+10\ HNO_{3}\rightarrow 6\ HIO_{3}+10\ NO+2\ H_{2}O} }
{\displaystyle \mathrm {I_{2}+5\ Cl_{2}+6\ H_{2}O\rightarrow 2\ HIO_{3}+10\ HCl} }
A dijód-pentoxidnak, a jódsav savanhidridjének a vízben oldásakor is jódsav keletkezik.

## A jodátok
A jodátok a jódsav sói. Közülük az alkálifémek jodátjai vízben jól, az alkáliföldfémek jodátjai és az ezüst-jodát vízben rosszul oldódik. A jodátok középerős oxidálószerek. A jódsavnak léteznek savanyú sói is, ilyen például a kálium-hidrogén-jodát (KH(IO3)2). A hidrogén-jodátok létezése arra utal, hogy a jódsav dimer jellegű is lehet. Az alkálifémek jodátjait a laboratóriumokban használják oxidálóanyagként.

## Brómsav[3]
Egybázisú sav; szerkezete analóg a jódsavéval. A bróm egyik oxisava. Általában színtelen (ritkábban sárgás) színű folyadék, melynek sóit bromátoknak nevezzük, hevítve oxigént fejlesztenek. Oxidálószerként használják. Könnyen bomlik, ezért csak vizes oldatban stabil. Korrozív hatású (C).

## Klórsav[4]
Molekulaképlete HClO3. Jellemzői a sósavhoz hasonlóak, de a klórsav gyengébb.